# 108 mártires da Segunda Guerra Mundial
Os 108 Mártires da Segunda Guerra Mundial, também conhecidos como os 108 Beatos Mártires Poloneses (em polonês/polaco:  108 błogosławionych męczenników), foram católicos romanos da Polônia mortos durante a Segunda Guerra pela Alemanha nazista.
Sua festa litúrgica é celebrada dia 12 de junho. Os 108 foram beatificados em 13 de junho de 1999 pelo Papa João Paulo II em Varsóvia, Polônia. O grupo é composto por 3 bispos, 52 sacerdotes, 26 membros da igreja, 3 seminaristas, 8 freiras e monjas, e 9 leigos. Há duas paróquias nomeadas em homenagem aos 108 Mártires da II Guerra Mundial em Powiercie, no Condado de Koło, e em Malbork.

## Lista de Mártires

### Bispos
1. Antoni Julian Nowowiejski, (1858-1941 KL Soldau), bispo
2. Leon Wetmański, (1886-1941 KL Działdowo), bispo
3. Władysław Goral, (1898-1945 KL Sachsenhausen), bispo

### Sacerdotes
1. Adam Bargielski, padre de  Myszyniec (1903–1942 KZ Dachau)
2. Aleksy Sobaszek, padre (1895–1942 KL Dachau)
3. Alfons Maria Mazurek, prior carmelita, padre (1891–1944, executado pela Gestapo)
4. Alojzy Liguda, padre (1898–1942 KL Dachau)
5. Anastazy Jakub Pankiewicz, frade franciscano, padre (1882–1942 KL Dachau)
6. Anicet Kopliński, frade capuchinho, padre em Varsóvia (1875–1941)
7. Antoni Beszta-Borowski, padre (1880–1943)
8. Antoni Leszczewicz, padre mariano, (1890–1943, queimado em Rosica, Belarus)
9. Antoni Rewera, padre, (1869–1942 KL Dachau)
10. Antoni Świadek, padre de Bydgoszcz (1909–1945 KL Dachau)
11. Antoni Zawistowski, padre (1882–1942 KL Dachau)
12. Bolesław Strzelecki, padre (1896–1941 KL Auschwitz)
13. Bronisław Komorowski, padre (1889–22 March 1940 KL Stutthof)
14. Dominik Jędrzejewski, padre (1886–1942 KL Dachau)
15. Edward Detkens, padre (1885–1942 KL Dachau)
16. Edward Grzymała, padre (1906–1942 KL Dachau)
17. Emil Szramek, padre (1887–1942 KL Dachau)
18. Fidelis Chojnacki, frade capuchinho, padre (1906–1942, KL Dachau)
19. Florian Stępniak, frade capuchinho, padre  (1912–1942 KL Dachau)
20. Franciszek Dachtera, padre (1910–1942 KL Dachau)
21. Franciszek Drzewiecki, Orionine Father, padre (1908–1942 KL Dachau); de Zduny, ele foi condenado a trabalhos pesados na plantação de Dachau. Enquanto se inclinava sobre o solo, ele adorava as hóstias consagradas guardadas em uma pequena caixa à sua frente. Enquanto ele estava indo para a câmara de gás, incentivou seus companheiros, dizendo: "Oferecemos a nossa vida para Deus, para a Igreja e para o nosso país".
22. Franciszek Rogaczewski, padre de Gdansk (1892–1940, executado em Stutthof ou em Piaśnica, Pomerânia)
23. Franciszek Rosłaniec, padre (1889–1942 KL Dachau)
24. Henryk Hlebowicz, padre (1904–1941, executado em Borisov, em Belarus)
25. Henryk Kaczorowski, padre de Włocławek (1888–1942)
26. Henryk Krzysztofik, padre (1908–1942 KL Dachau)
27. Hilary Paweł Januszewski, padre  (1907–1945 KL Dachau)
28. Jan Antonin Bajewski, frade franciscano, padre (1915–1941 KL Auschwitz)
29. Jan Franciszek Czartoryski, frade dominicano, padre (1897–1944)
30. Jan Nepomucen Chrzan, padre  (1885–1942 KL Dachau)
31. Jerzy Kaszyra, padre  (1910–1943, queimado em Rosica, Belarus)
32. Józef Achilles Puchała, frade franciscano, padre  (1911–1943, morto próximo à Iwieniec, Belarus)
33. Józef Cebula, missionário, padre  (23 de março de 1902 - 9 de maio 1941 KL Mauthausen)[2]
34. Józef Czempiel, padre  (1883–1942 KL Mauthausen)
35. Józef Innocenty Guz, frade franciscano, padre  (1890–1940 KL Sachsenhausen)
36. Józef Jankowski, Pallotine, padre (1910 - 16 de outubo de 1941 KL Auschwitz espancado por um kapo)
37. Józef Kowalski, Salesiano, padre  (1911–1942)Józef Kowalski, padre espancado até a morte em 3 de julho de 1942 em Auschwitz.[3]
38. Józef Kurzawa, padre  (1910–1940)

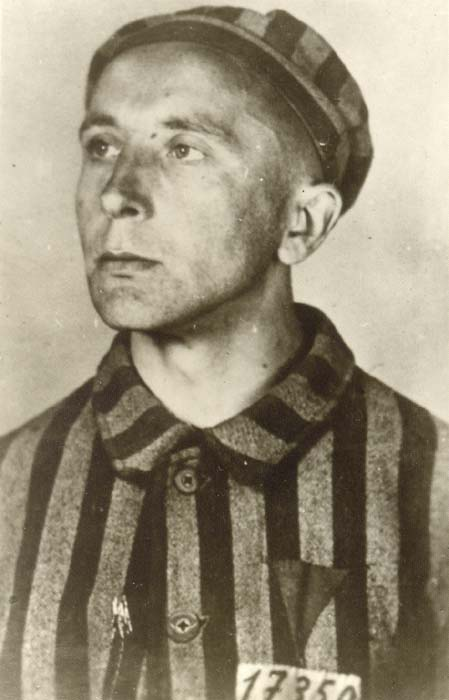
Józef Kowalski, padre espancado até a morte em 3 de julho de 1942 em Auschwitz.

39. Józef Kut, padre  (1905–1942 KL Dachau)
40. Józef Pawłowski, padre  (1890–9 de janeiro de1942 KL Dachau)
41. Józef Stanek, Pallottine, padre  (1916–23 de setembro de 1944, assassinado em Varsóvia)
42. Józef Straszewski, padre   (1885–1942 KL Dachau)
43. Karol Herman Stępień, frade franciscano, padre  (1910–1943, morto perto de Iwieniec, Belarus)
44. Kazimierz Gostyński, padre  (1884–1942 KL Dachau)
45. Kazimierz Grelewski, padre  (1907–1942 KL Dachau)
46. Kazimierz Sykulski, padre  (1882–1942 KL Auschwitz)
47. Krystyn Gondek, frade franciscano, padre  (1909–1942 KL Dachau)
48. Leon Nowakowski, padre  (1913–1939)
49. Ludwik Mzyk, Sociedade da Palavra Divina, padre  (1905–1940)
50. Ludwik Pius Bartosik, frade franciscano, padre  (1909–1941 KL Auschwitz)
51. Ludwik Roch Gietyngier, padre de Częstochowa (1904–1941 KL Dachau)
52. Maksymilian Binkiewicz, padre  (1913–24 July 1942, espancado, morreu em KL Dachau)
53. Marian Gorecki, padre  (1903–22 de março de1940 KL Stutthof)
54. Marian Konopiński, frade capuchinho, padre  (1907–1 de janeiro de 1943 KL Dachau)
55. Marian Skrzypczak, padre   (1909–1939 executado em Plonkowo)
56. Michał Oziębłowski, padre  (1900–1942 KL Dachau)
57. Michał Piaszczyński, padre  (1885–1940 KL Sachsenhausen)
58. Michał Woźniak, padre  (1875–1942 KL Dachau)
59. Mieczysław Bohatkiewicz, padre  (1904–4 de março de1942, executado em Berezwecz)
60. Narcyz Putz, padre  (1877–1942 KL Dachau)
61. Narcyz Turchan, padre  (1879–1942 KL Dachau)
62. Piotr Edward Dankowski, padre  (1908–3 de abril de1942 KL Auschwitz)
63. Roman Archutowski, padre  (1882–1943 KL Majdanek)
64. Roman Sitko, padre   (1880–1942 KL Auschwitz)
65. Stanisław Kubista, Sociedade da Palavra Divina, padre  (1898–1940 KL Sachsenhausen)
66. Stanisław Kubski, padre (1876–1942, prisioneiro em Dachau, morto em Hartheim, perto de Linz)
67. Stanisław Mysakowski, padre (1896–1942 KL Dachau)
68. Stanisław Pyrtek, padre (1913–4 de março de 1942, executado em Berezwecz)
69. Stefan Grelewski, padre (1899–1941 KL Dachau)
70. Wincenty Matuszewski, padre  (1869–1940)
71. Władysław Błądziński, micaelita, padre (1908–1944, KL Gross-Rosen)
72. Władysław Demski, padre (1884–28 de maio de 1940, KL Sachsenhausen)
73. Władysław Maćkowiak, padre (1910–4 de março de 1942 shot in Berezwecz)
74. Władysław Mączkowski, padre (1911–20 de agosto de1942 KL Dachau)
75. Władysław Miegoń, padre, tenente (1892–1942 KL Dachau)
76. Włodzimierz Laskowski, padre (1886–1940 KL Gusen)
77. Wojciech Nierychlewski, padre  (1903–1942, KL Auschwitz)
78. Zygmunt Pisarski, padre (1902–1943)
79. Zygmunt Sajna, padre (1897–1940, executado no Massacre de Palmiry)

### Irmãos religiosos
1. Brunon Zembol, frade (1905-1942 KL Dachau)
2. Grzegorz Bolesław Frąckowiak, frade (1911-1943, guilhotinado em Dresden)
3. Józef Zapłata, frade (1904-1945 KL Dachau)
4. Marcin Oprządek, frade (1884-1942 KL Dachau)
5. Bonifácio Zurowski, frade (1913-1942 KL Auschwitz)
6. Stanisław Tymoteusz Trojanowski, frade (1908-1942 KL Auschwitz)
7. Symforian Ducki, frade (1888-1942 KL Auschwiitz)

### Monjas e irmãs religiosas

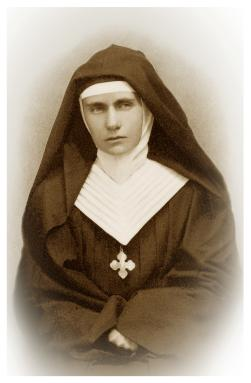
Alicja Jadwiga Kotowska, uma freira morta em 1939, nos assassinatos em massa na Piaśnica.

1. Alicja Maria Jadwiga Kotowska, irmã (1899-1939, executado em Piaśnica, Pomerânia)
2. Ewa Noiszewska, irmã (1885-1942, executada em Góra Pietrelewicka perto de Slonim, Bielorrússia)
3. Julia Rodzińska, irmã dominicana (1899-20 de fevereiro de 1945, KL Stutthof); contraiu febre tifoide enquanto servia às mulheres judias presos em uma cabana, para a qual ela se ofereceu.
4. Katarzyna Celestyna Faron (1913-1944, KL Auschwitz); (1913-1944), ofereceu sua vida em troca da conversão de um Antigo bispo Católico Władysław Faron (sem relação). Ela foi presa pela Gestapo e condenada a Auschwitz.Aguentou todos os abusos de campo e morreu no domingo de Páscoa de 1944. O bispo retornou mais tarde para a Igreja Católica).
5. Maria Antonina Kratochwil, freira (1881-1942) morreu devido à tortura que sofreu enquanto estava presa em Stanisławów.
6. Maria Klemensa Staszewska, (1890-1943 KL Auschwitz)
7. Marta Wołowska, (1879-1942, executada em Góra Pietrelewicka perto de Slonim, Bielorrússia)
8. Mieczysława Kowalska, irmã (1902-1941, Soldau em Działdowo)

### Leigos católicos romanos
1. Bronislaw Kostkowski, ex-aluno (1915-1942 KL Dachau)
2. Czesław Jóźwiak (1919-1942, guilhotinado em uma prisão em Dresden)
3. Edward Kaźmierski (1919-1942, guilhotinado em uma prisão em Dresden)
4. Edward Klinik (1919-1942, guilhotinado em uma prisão em Dresden)
5. Franciszek Kęsy (1920-1942, guilhotinado em uma prisão em Dresden)
6. Franciszek Stryjas (1882-31 de julho de 1944, de prisão Kalisz)
7. Jarogniew Wojciechowski (1922-1942, guilhotinado em uma prisão em Dresden)
8. Marianna Biernacka (1888-13 de julho de 1943), executada no lugar de sua nora grávida, ofereceu a sua vida para seu futuro neto
9. Natalia Tułasiewicz (1906-31 de Março de 1945, morreu em KL Ravensbrück)
10. Stanisław Starowieyski (1895-13 de abril de 1941 KL Dachau)
11. Tadeusz Dulny, ex-aluno (1914-1942 KL Dachau)